# Wilhelm Holzmann
Wilhelm Georg Theodor „Willy“ Holzmann (* 20. September 1878 in Hamburg; † 26. Januar 1949 ebenda) war ein deutscher Neurologe und Hochschullehrer. Als Nationalsozialist war er in der Weimarer Republik Mitglied der Hamburgischen Bürgerschaft.

## Leben
Nach dem Abitur und einer kaufmännischen Ausbildung studierte Holzmann Medizin an der Christian-Albrechts-Universität Kiel und der Ludwig-Maximilians-Universität München. Er wurde Mitglied der Burschenschaft Cimbria München (1901) und später als Alter Herr der Hamburger Burschenschaft Germania. Nach dem Staatsexamen und der Promotion zum Dr. med. durchlief er die neurologische Facharztausbildung in Berlin und Hamburg, unter anderem bei Eugen Fraenkel und Max Nonne. Vorübergehend war er in Paris. 1912 habilitierte er sich für das Fach Neurologie und eröffnete eine Arztpraxis in Hamburg. Während des Ersten Weltkrieges leitete er von 1915 bis Kriegsende die Nervenabteilung des Reservelazaretts des IX. Armee-Korps in Altona.

### Politiker
Holzmann war 1918 in Hamburg Mitbegründer der Deutschnationalen Volkspartei. Im Februar 1923 wurde er Mitglied der NSDAP. Nach dem zwischenzeitlichen Verbot der Partei trat er der NSDAP zum 7. Oktober 1927 erneut bei (Mitgliedsnummer 68.437). Holzmann war Träger des Goldenen Parteiabzeichens der NSDAP.
Holzmann gehörte 1929 zu den Mitbegründern des Nationalsozialistischen Deutschen Ärztebundes. Danach wurde er Gauobmann des NS-Ärztebundes in Hamburg. Für die NSDAP zog er 1931 in die Hamburgische Bürgerschaft ein, der er bis 1933 angehörte. Zeitweise war er erster Vizepräsident der Hamburgischen Bürgerschaft, jedoch ohne maßgeblichen Einfluss.
Nach dem Wahlsieg der Nationalsozialisten bei der Reichstagswahl März 1933 und der sog. Machtergreifung wurde er 1933 in Hamburg Gauamtsleiter des Rassenpolitischen Amtes der NSDAP sowie 1934 des Amts für Volksgesundheit der NSDAP. Vergeblich hatte er mit allen Mitteln 1933 versucht, den Lehrstuhl für Rassenbiologie zu erhalten. Nach der Auflösung der Hamburger Ärztekammer am 26. Mai 1933 wurde ein Vorstand unter Holzmanns Führung eingerichtet. Holzmann übernahm außerdem die Führung des Hamburger Hartmannbundes und der örtlichen Landesstelle der Kassenärztlichen Vereinigung. Zudem leitete er die Abteilung Gesundheit bei der Deutschen Arbeitsfront.
Als Hamburger „Ärzteführer“ war er an der Verfolgung und Ausschaltung der jüdischen Ärzte in Hamburg maßgeblich beteiligt. Als Beauftragter des Reichsärzteführers und Vorsitzender der Hamburgischen Ärztekammer wies Holzmann im Juli 1933 den Vorstand des Ärztlichen Vereins an, antijüdische Bestimmungen in die Satzung aufzunehmen.
Holzmann kandidierte am 10. April 1938 erfolglos für den Reichstag.

### Akademiker
Für seine „Verdienste um die nationalsozialistische Bewegung“ wurde Holzmann bereits 1933 der Professorentitel durch den Hamburger Senat verliehen. Später hielt er an der Universität Hamburg Vorlesungen zur Rassenkunde und wurde dort durch den Reichsminister für Wissenschaft, Erziehung und Volksbildung im Juli 1941 zum Honorarprofessor für Rassenkunde ernannt. Holzmanns Vorlesungen sollen von den Studenten regelmäßig mit „Sieg heil, Sieg heil“–Rufen gestört worden sein.
Im Oktober 1940 wurde Holzmann Präsident der neu gegründeten Kolonialärztlichen Akademie der NSDAP. Im September 1944 wurde er Generalführer und stellvertretender Landesführer des Deutschen Roten Kreuzes im Wehrkreis X unter dem Landesführer und Bürgermeister Carl Vincent Krogmann.

### Nachkriegszeit
Im Mai 1945 wurde Holzmann interniert. Nach seiner Entlassung erhielt er aufgrund seiner früheren Funktion keine Praxiszulassung mehr. Eine strafrechtliche Verfolgung wurde jedoch nicht eingeleitet. Holzmann starb am 26. Januar 1949 an einem Lungenemphysem.

## Schriften
- Blutdruck bei Alkoholberauschten. Schumacher, Berlin 1908.
- Scharlach und Wassermannsche Syphilisreaktion. In: Münchner Medizinische Wochenschrift. No. 14, 1909.
- Fortschritte in Bezug auf die Diagnostik der syphilitischen und der metasyphilitischen Erkrankungen des Zentralnervensystems vermittels der vier Reaktionen: Eiweißvermehrung (Nonne - Apelt'sche Phase I.), Zellvermehrung, Wassermann'sche Reaktion im Serum und im Liquor. In: Die Heilkunde. Nr. 9, 10, 1911.
- Diagnostische und Therapeutische Lumbalpunktion. In: Neue deutsche Chirurgie. NF Band 12 (1914), S. 201–294.
- mit Alfred Diller und Catharina Gleiß: Unser Hamburg. Sieben Vorträge über Hamburgs geschichtliche, politische und wirtschaftliche Entwickelung. Niemeyer, Hamburg 1919.